# Лехтуси
Ле́хтуси (фин. Lehtusi, Lehtoinkylä) — деревня Лесколовского сельского поселения Всеволожского района Ленинградской области.

## История
Первое картографическое упоминание — селение Lehtis на «Карте Ингерманландии: Ивангорода, Яма, Копорья, Нотеборга» 1676 года.
Название происходит от финского «lehto» — роща.

ЛЕХТОС — деревня принадлежит графу Александру Остерману Толстому, жителей по ревизии 110 м. п., 104 ж. п. (1838 год)

В 1844 году деревня Лехтос насчитывала 30 дворов.
На этнографической карте Санкт-Петербургской губернии П. И. Кёппена 1849 года она обозначена как деревня «Lehtois», расположенная в ареале расселения эвремейсов. В пояснительном тексте к этнографической карте деревня названа Lehdois (Лехтос) и указано количество её жителей на 1848 год: эвремейсов — 110 м. п., 118 ж. п., всего 228 человек.

ЛЕХТОС — деревня гр. Остермана Толстого, 30 дворов, 108 душ м. п. (1856 год)

Число жителей деревни по X-й ревизии 1857 года: 99 м. п., 103 ж. п..

ЛЕХТУС (ЛЕХТОС) — деревня владельческая при реке Явлоге; 35 дворов, жителей 95 м. п., 108 ж. п.; (1862 год)

Согласно подворной переписи 1882 года в деревне проживали 43 семьи, число жителей: 120 м. п., 139 ж. п., лютеране: 111 м. п., 121 ж. п., разряд крестьян — собственники, а также пришлого населения 7 семей, в них: 13 м. п., 14 ж. п., лютеране: 8 м. п., 8 ж. п.. По данным Материалов по статистике народного хозяйства, из них сбором на продажу лесных ягод занималась 1 семья.

САКСОН-МЯКИ — посёлок селения ЛЕХТУСИ, Лехтусского сельского общества; 12 дворов, 43 м. п., 36 ж. п., всего 79 чел.

ОЛЛЫКАЗЕНМЯКИ — посёлок селения ЛЕХТУСИ, Лехтусского сельского общества; 11 дворов, 27 м. п., 28 ж. п., всего 55 чел.; один хлебозапасный магазин.

КАПИМЯКИ — посёлок селения ЛЕХТУСИ, Лехтусского сельского общества; 11 дворов, 25 м. п., 30 ж. п., всего 55 чел.

ВИРКИ-ЛОБОТТИ — посёлок селения ЛЕХТУСИ, Лехтусского сельского общества при о. Нюргиярви и Палбаярви; 22 двора, 67 м. п., 55 ж. п., всего 122 чел.; кожевенная мастерская с продажей кожи. (1896 год)

В конце XIX — начале XX века деревня административно относилась к Матокской волости 2-го стана Шлиссельбургского уезда Санкт-Петербургской губернии. Население деревни было однородным — финским.
В 1909 году в деревне открылась земская школа (Лехтусское училище). Учителем в ней работал «Б. Усай (эстонец)».
По данным 1914 года учителем был Бернгардт Иосифович Узай.
Согласно переписи населения СССР 1926 года:

ЛЕХТУСЫ — деревня Лехтусского сельсовета Куйвозовской волости Ленинградского уезда, 84 хозяйства, 457 душ.

Из них: русских — 4 хозяйства, 13 душ (7 м. п. и 6 ж. п.); ингерманландцев — 79 хозяйств, 440 душ (199 м. п. и 241 ж. п.); суоми — 1 хозяйство, 4 души (2 м. п. и 2 ж. п.). (1926 год)

В том же 1926 году был организован Лехтусский финский национальный сельсовет население которого составляли: финны — 1323, русские — 407, другие национальные меньшинства — 28 человек. В состав Лехтусского финского национального сельсовета по данным переписи населения 1926 года входили деревни: Койвикюля, Кюрехага, Лехтусы и Сафолово. Сельсовет находился в составе Куйвозовской волости Ленинградского уезда.
По административным данным 1933 года в Лехтусский сельсовет Куйвозовского финского национального района входили: деревни Кирчино, Койвукюля, Кюрехага, Лехтусы, Реппо, Сергеевка, Софолово; выселки Общий Труд и Турпенпуския, общей численностью населения 1688 человек.
По административным данным 1936 года центром Лехтусского сельсовета Токсовского района являлась деревня Матокси. В сельсовете было 8 населённых пунктов, 387 хозяйств и 7 колхозов. В течение мая-июля 1936 года часть населения деревни была выселена в восточные районы Ленинградской области. Выселение гражданского населения из приграничной местности осуществлялось в Бабаевский, Боровичский, Вытегорский, Кадуйский, Ковжинский, Мошенской, Мяксинский, Пестовский, Петриневский, Пришекснинский, Устюженский, Хвойнинский, Чагодощенский, Череповецкий и Шольский районы. В настоящее время они входят в состав Вологодской и Новгородской областей.
Современная деревня Лехтуси — результат слияния в 1930-е годы трёх смежных ингерманландских деревень: Lehtusi (Лехтуси), Lehtoinkylä (Лехтонкюля) и Kyyrähaka (Кюрехага). Тогда их жители были объединены в колхозы «Raivaaja» («Ударник») и «Turpeenpuskija» («Торфоразработчик»).
Национальный сельсовет был ликвидирован весной 1939 года. Согласно переписи населения СССР 1939 года:

ЛЕХТУССЫ — деревня Лехтусского сельсовета Парголовского района, 227 чел. (1939 год)

Деревня Лехтуси на карте 1939 года

Согласно топографической карте РККА 1939 года деревня называлась Лехтус и насчитывала 47 дворов. В 1940 году деревня также насчитывала 47 дворов.
До 1942 года — место компактного проживания ингерманландских финнов.
В годы войны в деревне располагались:
- полевой подвижный госпиталь № 94
- хирургический полевой подвижный госпиталь № 738[27]

В 1958 году население деревни составляло 134 человека.
По данным 1966, 1973 и 1990 годов деревня Лехтуси входила в состав Лесколовского сельсовета.
В 1997 году в деревне проживали 6 человек, в 2002 году — 10 человек (русских — 80 %), в 2007 году — 7, в 2010 году — 732 человека.

## География
Деревня расположена в северной части района на автодороге 41К-065 (Санкт-Петербург — Матокса).
Расстояние до административного центра поселения — 8 км.
Расстояние до ближайшей железнодорожной станции Пери — 8 км.
Деревня находится на левом берегу реки Локссарыньйоки, к югу от деревни находится озеро Полбаярви.

## Демография
| 1838 | 1848 | 1862 | 1896 | 1926 | 1939 | 1958 |
| ---- | ---- | ---- | ---- | ---- | ---- | ---- |
| 214  | ↗228 | ↘203 | ↗411 | ↗457 | ↘227 | ↘134 |
| 1997 | 2002 | 2007 | 2010 | 2013 | 2017 |      |
| ↘6   | ↗10  | ↘7   | ↗732 | ↘24  | ↗31  |      |

* — с военными

### Национальный состав
Согласно данным Всероссийской переписи населения 2021 года в деревне проживали 155 человек, из них:
 русские 108, грузины — 1, татары — 1 человек, остальные национальность не указали.

## Инфраструктура
В Лехтуси находится база обеспечения учебного процесса Военно-космической академии имени А. Ф. Можайского (до 2008 года полк обеспечения учебного процесса — войсковая часть 39985). Также расположен отдельный гарнизон для проживания семей военнослужащих — военный городок № 61.
11 февраля 2012 года в Лехтуси заступила на боевое дежурство РЛС системы предупреждения о ракетном нападении нового поколения «Воронеж».
В районе деревни ведётся активное коттеджное строительство.

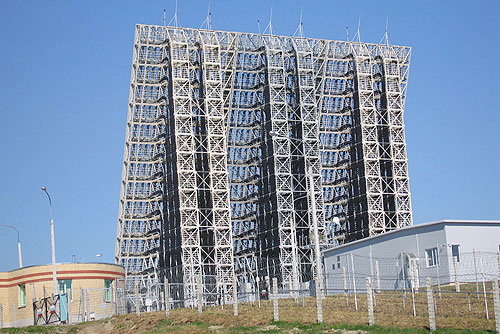
Радиолокационная станция «Воронеж-М». 2007 год

## Транспорт
С Санкт-Петербургом деревню связывает автобусный маршрут № 885А ( «Гражданский проспект» — Матокса).

## Фото

Лехтуси. 2013 год
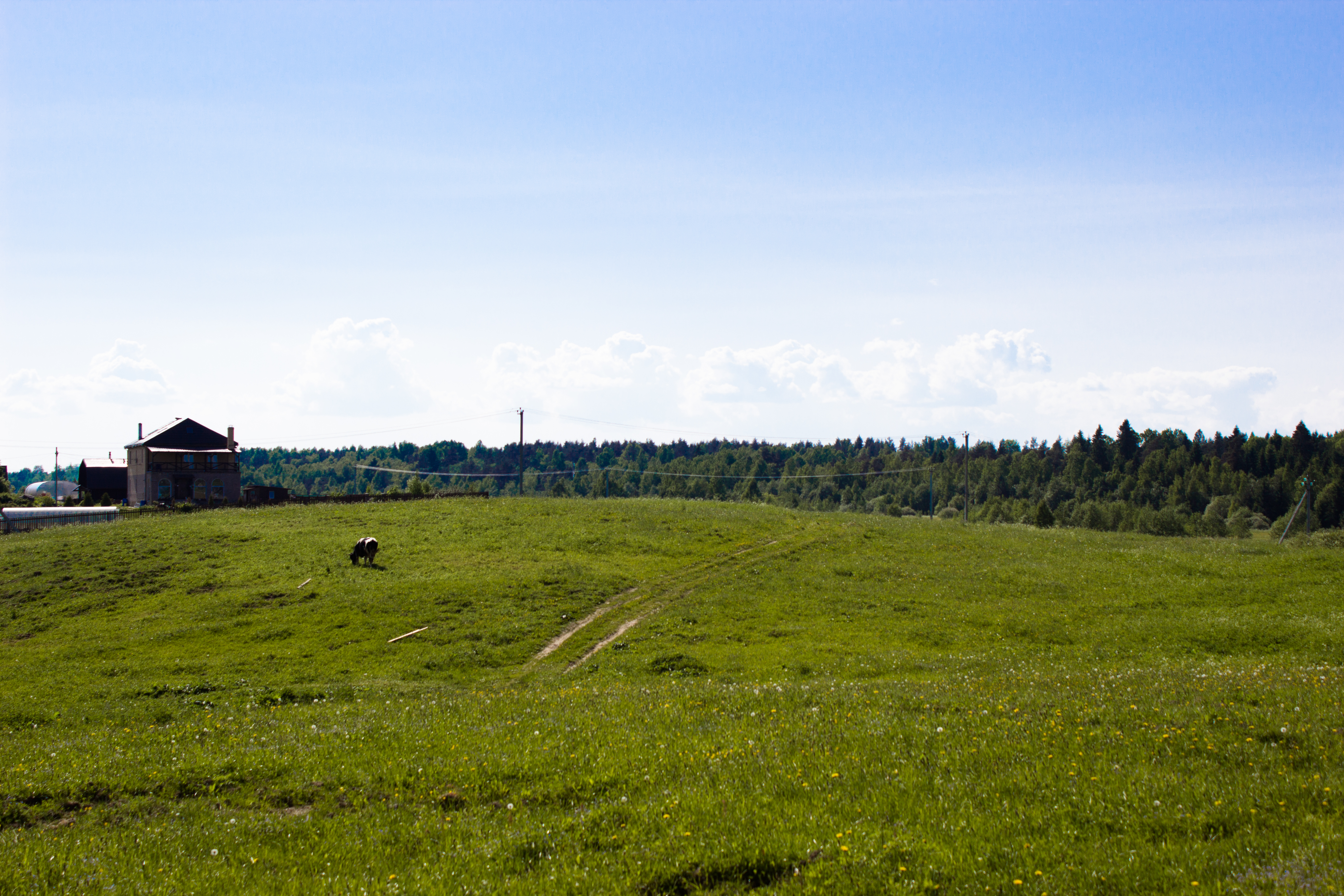
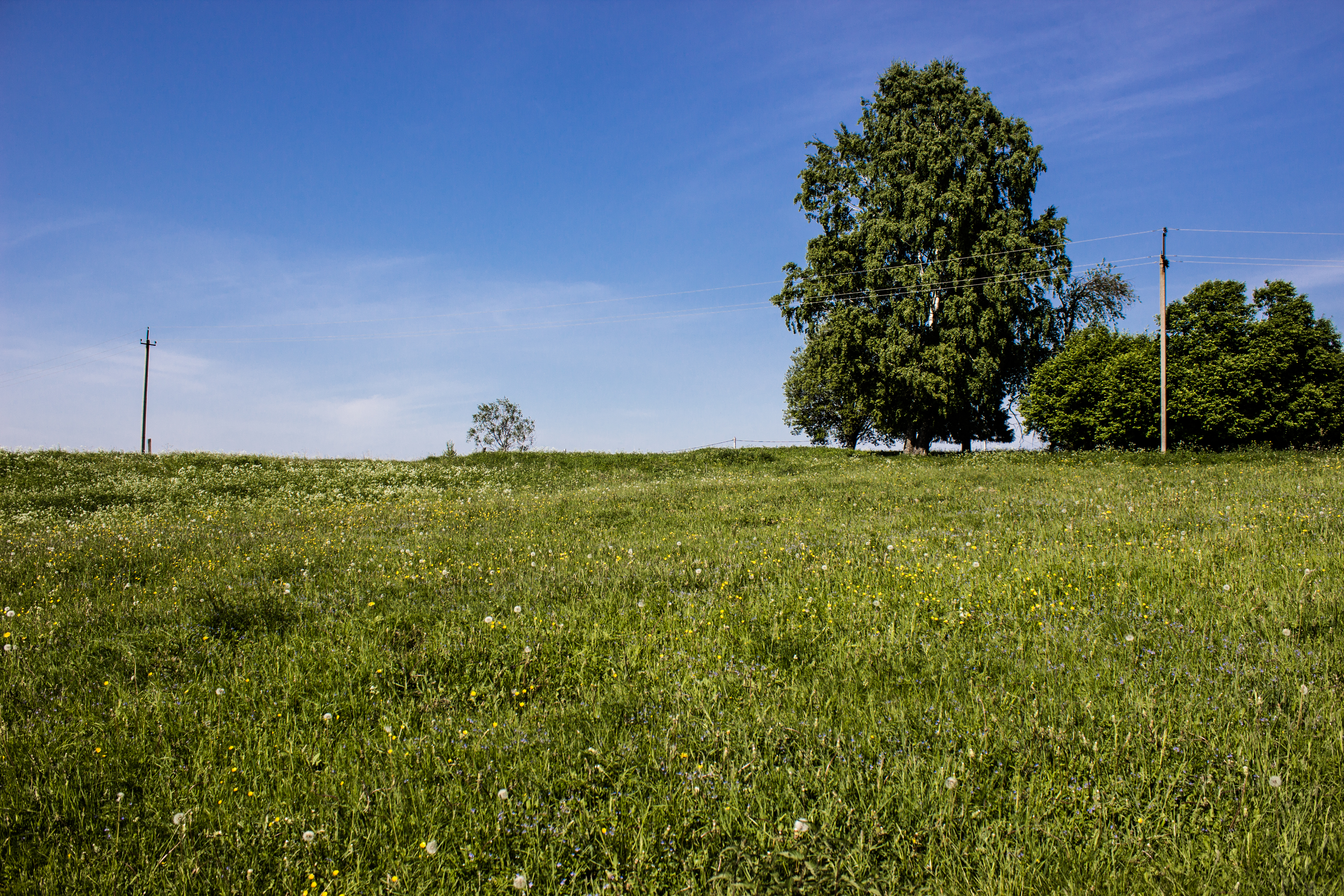
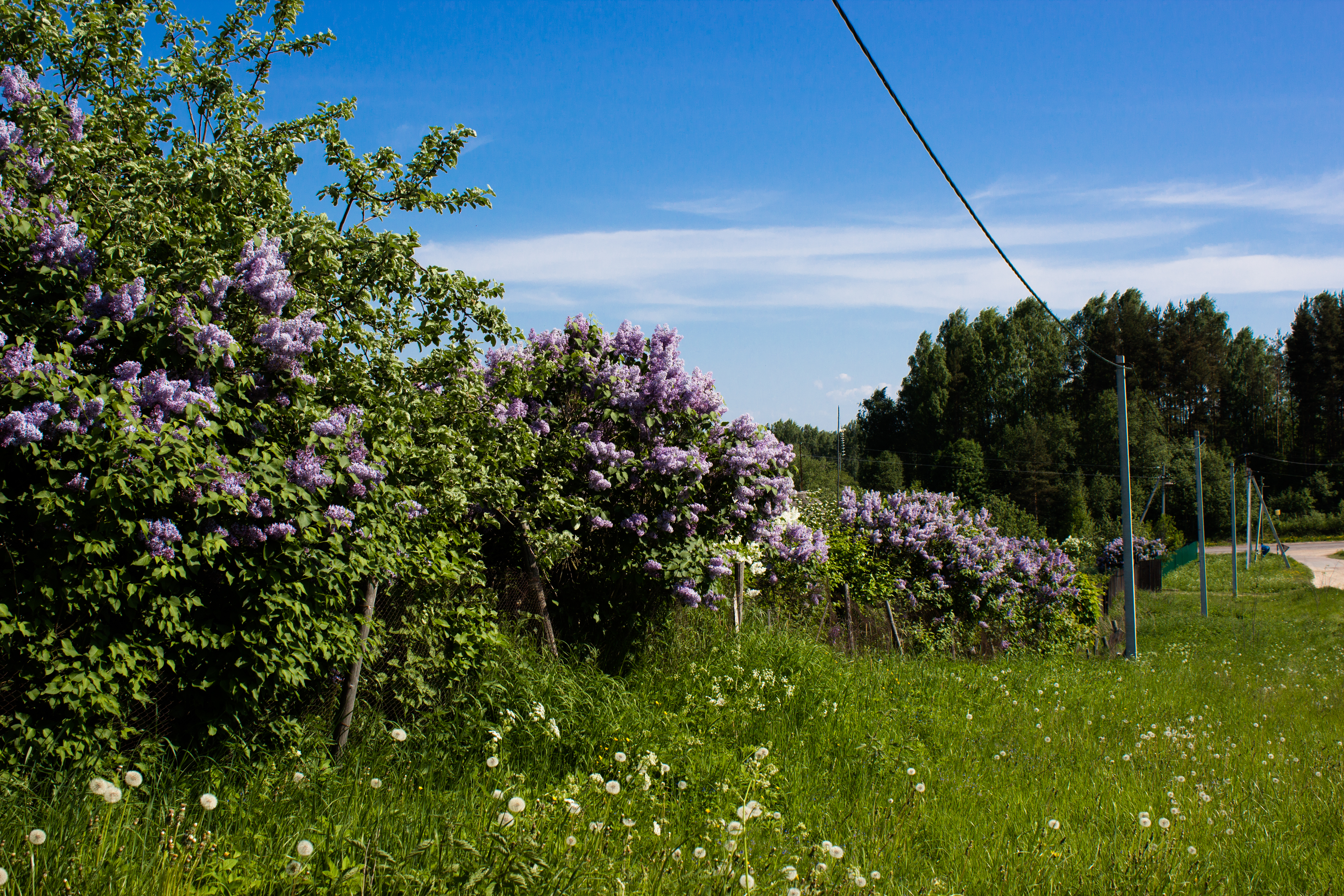

## Улицы
1-й проезд, 2-й проезд, 3-й проезд, Армейская, Магистральная, Полевая, Таврическая, Центральная.

## Садоводства
Авиценна, Архимед, Восход, Дивное-1, Дивное-2, Дружба НИИ Гириконд, Дружное-3, Дружное-4, Еврострой, Лотос-1, Лотос-2, Маяк, Моряк, Радужное, Ручьи Юбилейное, Северное, Созвездие, Союз, Союз-2, Холмистое, Энергетик.